# Pseudomicrocentria simplex
Espèce
Pseudomicrocentria simplex est une espèce d'araignées aranéomorphes de la famille des Linyphiidae.

## Distribution
Cette espèce est endémique de Singapour.

## Description
Le mâle holotype mesure 1,10 mm et la femelle paratype 1,41 mm.

## Publication originale
- Locket, 1982 : Some linyphiid spiders from western Malaysia. Bulletin British Arachnological Society, vol. 5, no 8, p. 361-384.